# Al-Wakrah
al-Wakrah (arabiska: الوكرة) är en stad och en kommun i Qatar, strax söder om huvudstaden Doha.

## Historia
Staden grundades av beduinfamiljen al-Buainain på 1700-talet. 1838 övergavs staden när befolkningen flyttade till Abu Dhabi. 1842 flyttade de tillbaka till staden igen. Än idag härstammar många i staden från al-Buainainstammen.

## Sport
Staden var en av fem städer i Qatar som stod värd för världsmästerskapet i fotboll 2022. Matcherna i al-Wakrah spelades på Al Janoub Stadium, med en publikkapacitet på 44 000 åskådare. Staden är hemmaort för fotbollsklubben Al-Wakrah SC som blivit qatariska mästare två gånger.